# Imagine Dragons
Imagine Dragons je americká hudební skupina z Las Vegas založená v roce 2008. Jejími členy jsou zpěvák, klavírista, kytarista a bubeník Dan Reynolds, baskytarista Ben McKee a kytarista Wayne Sermon. Pro širokou veřejnost na celém světě se poprvé proslavili písní „Radioactive“.

## Vznik a charakteristika
V roce 2008 hlavní zpěvák Dan Reynolds poznal bubeníka Andrewa Tolmana na Brigham Young University, kde oba studovali. Tolman do kapely přivedl svého kamaráda ze střední školy, Daniela Wayna Sermona, který absolvoval na Berklee College of Music. Tolman poté do skupiny angažoval svou ženu Brittany Tolman, aby zpívala doprovodné vokály a hrála na klávesy. Sermon poté přišel se svým spolužákem Benem McKeem, aby se přidal ke kapele a tím se doplnili členové kapely. Skupina se proslavila v Provu v Utahu, svém rodném městě a pak přesídlila do Las Vegas, rodného města Dana Reynoldse, kde nahrála a vydala své první tři extended play.
Jejich hudba je často popisována jako pozitivní a povznášející. Skupina se zdržuje od používání hrubých výrazů ve svých textech nebo na jejich koncertech. Jméno skupiny je anagram, původní slova jsou známá pouze členům kapely.

## Historie skupiny

### První roky (2008–2010)
Skupina vydala dvě extended play nazvané Imagine Dragons a Hell and Silence v roce 2010 a obě nahrála v Battle Born Studios. Do tohoto studia se vrátili v roce 2011. Další EP s názvem It's Time bylo vytvořené ještě před podpisem nahrávací smlouvy.

### Continued Silence,Hear MeaNight Visions(2011–2014)
V listopadu 2011 podepsali Imagine Dragons smlouvu s nahrávací společností Interscope Records. Úzce spolupracují s producentem Alexem Da Kidem, se kterým nahráli své první velké nahrávky ve Westlake Recording Studios v Západním Hollywoodu v Kalifornii. Extented play nazvané Continued Silence bylo digitálně vydáno na Den svatého Valentýna (14. února 2012) a umístilo se na 40. místě v žebříčku Billboard 200.
Krátce poté byla píseň „It's Time“ vydána jako singl a umístila se v Top 5 skladbách v žebříčcích Billboard Alternative a Billboard Rock a stala se tak prvním singlem kapely, který se umístil v nejlepší patnáctce. Píseň také drží rekord za nejdelší časový úsek v nejlepší desítce v Alternative žebříčcích. Hudební videoklip byl vydán dne 17. dubna 2012 na všech stanicích MTV a skupina byla nazvaná Nejlepším umělcem týdne. Videoklip byl následně nominován i na MTV Video Music Award v kategorii nejlepší rockové video. „It's Time“ se v listopadu 2012 stala platinovým singlem.

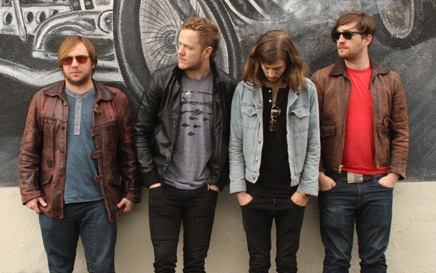
Skupina Imagine Dragons v roce 2012 (zleva Ben McKee, Daniel Reynolds, Daniel Wayne Sermon a Daniel Platzman)

Skupina oznámila, že vstoupí do Studia X ve Palms Casino Resort, aby dokončili nahrávání svého debutového alba Night Visions v létě 2012 a album vydali dne 4. září 2012. V žebříčku Billboard 200 se album umístilo na druhém místě a za první týden se ho prodalo přes 83 000 kopií, čímž se stalo nejlépe umístěným debutovým albem od roku 2006. Album také bylo na prvním místě na Billboard Alternative Albums a Top Rock Albums a umístilo se v nejlepší desítce v hitparádách v Rakousku, Kanadě i Německu. Na začátku roku 2013 získalo Night Visions zlatou desku v Kanadě, Norsku a Švédsku. Druhý singl s názvem „Radioactive“ získal první příčku v žebříčku Billboard Alternative Songs a ve Spojených státech se stal zlatým singlem.
Hudební magazín Billboard uvedl skupinu jako jedny z „nejzářivějších nových hvězd roku 2012“. Server Amazon.com nazval skupinu svým „oblíbeným rockovým umělcem roku 2012“.
Imagine Dragons živě vystoupili s písní „It's Time“ v pořadech The Tonight Show with Jay Leno (2012), Jimmy Kimmel Live! (2012), Late Night with Jimmy Fallon (2012), Conan (2013) a The Late Show with David Letterman (2013). V televizním seriálu Glee zazněla coververze „It's Time“ v podání zpěváka Darrena Crisse. Jejich písně byly také použity v trailerech pro celovečerní filmy Charlieho malá tajemství, The Words a Hostitel. Velkému úspěchu singlu „Radioactive“, také pomohl fakt, že zazněl v launch traileru hry Assassin's Creed 3. V roce 2012 také podnikli turné k albu a navštívili Spojené státy, Kanadu a i několik států v Evropě. Turné se vyprodalo, s výjimkou dvou téměř vyprodaných koncertů.
Dne 27. října 2012 jejich producent Alex da Kid pomocí internetu oznámil, že Imagine Dragons vydávají nové EP „Hear Me“, spolu s vzorkem dlouhým 2:13, který byl také vydán. Dne 25. listopadu 2012 vyšlo toto extended play ve Spojeném království.
V roce 2013 se Imagine Dragons vrátili do Evropy a Severní Ameriky s turné s názvem Night Visions Tour. Vstupenky na americké koncerty se rychle vyprodaly, a tak skupina oznámila dalších 13 přidaných koncertů, které se také vyprodaly. Skupina poté oznámila severoamerické turné v amfiteátrech. Skupina také potvrdila, že jí bylo nabídnuto dělat předskokana na turné skupině Muse, z časových důvodů však museli odmítnout.
Skupina také vystoupila na letních hudebních festivalech jako jsou Sasquatch! Music Festival, Isle of Wight Festival, Rock am Ring and Rock im Park, Summer Sonic, Hultsfred Festival, Kanrocksas, T in the Park, Lollapalooza, Hangout Music Festival, Reading and Leeds Festivals, Summerfest, Osheaga Festival, Jay-Z's Made in America Festival, Yahoo! On the Road Festival, Bergenfest, Slotsfjell Festival, Pukkelpop, NorthSide Festival a další.
Dne 2. června 2014 skupina vydala píseň k filmu Transformers: Zánik s názvem „Battle Cry“. Po ukončení turné Into the Night Tour skupina oznámila, že začne pracovat na druhém studiovém albu. Dne 17. září 2014 vydali ve spolupráci s Riot Games píseň „Warriors“ pro Mistrovství světa v League of Legends 2014. Dne 24. října vyšel singl s názvem „I Bet My Life“ a o tři měsíce později „Shots“, což je první singl z alba Smoke + Mirrors.

### Evolve(2016–2018)
V roce 2017 vydali Imagine Dragons nové album Evolve a zahájili svou Evolve World Tour.

### Origins(2018–současnost)
Dne 23. října 2018 skupina vydala píseň „Zero“ k filmu Raubíř Ralf a internet a měsíc nato dne 9. listopadu 2018 vyšlo nové album skupiny s názvem Origins. Hlavními singly jsou skladby „Natural“, „Zero“ a „Machine“, které byly vydány v průběhu roku 2018 před vydáním celého alba.

## Koncerty v Česku
Imagine Dragons zavítali do České republiky již pětkrát. Dne 24. dubna 2013 skupina poprvé v rámci turné zavítala do Prahy, kde měla koncert v klubu Sasazu. Podruhé se skupina do Prahy podívala dne 16. ledna 2016, kdy si zahrála v pražské O2 areně v rámci turné alba Smoke + Mirrors. V červenci 2017 vystoupili Imagine Dragons na ostravském multižánrovém mezinárodním hudebním festivalu Colours of Ostrava. Web iReport označil jejich vystoupení za vrchol dne. Jejich další vystoupení proběhlo 16. dubna 2018 v Praze, a to v podruhé vyprodané O2 areně. Před kapelou byla zpěvačka K.Flay. Dne 15. a 16. června 2022 sem zavítali znovu a započali tak zde své turné, Mercury World Tour, alba Mercury Act 1. Vstupenky byly vyprodány během dvou dnů od zveřejnění, a jelikož chtěli vyhovět co nejvíce fanouškům, nastavili další termín koncertu, 15. června. Oba dva tyto koncerty se konaly v pražských Letňanech. V roce 2025 se znovu vrací do pražských Letňan. Vstupenky na 9. června byly rychle vyprodány, z toho důvodu přidali další termín, konkrétně 11. června.[zdroj?]

## Charitativní činnost
V roce 2013 skupina spolu s rodinou Tylera Robinsona založila charitativní organizaci The Tyler Robinson Foundation, která pomáhá lidem bojujícím s rakovinou. Ve stejném roce se Imagine Dragons zúčastnili mezinárodní kampaně pro zastavení násilí, Do The Write Thing: National Campaign to Stop Violence. Na začátku roku 2014 vystupovali na koncertě Bringing Human Rights Home (Přinášení lidských práv domů) od organizace Amnesty International.

## Vlivy
Dan Reynolds jako zdroje inspirace citoval Arcade Fire, Muse, The Beatles, Paula Simona a Harryho Nilssona. V měřítku úspěšnosti Reynolds také zmínil, že obdivuje skupiny Foster the People a Mumford & Sons za to, že v nynějších letech přinesli alternativní popovou hudbu do nové úrovně komerčního úspěchu.

## Členové skupiny

### Současní členové
- Dan Reynolds — zpěv, basový buben, vířivý buben, bicí, akustická kytara (2008–současnost)
- Ben McKee — basová kytara, doprovodné vokály, klávesy, bicí, basový buben (2009–současnost)
- Daniel Wayne Sermon — hlavní a rytmická kytara, cello, basový buben, akustická kytara, mandolína a doprovodné vokály (2009–současnost)
- Daniel James Platzman — bicí, viola, doprovodné vokály, cajón, akustická kytara, vířivý buben a tamburína (2011–2024)[10]

### Doprovodní hudebníci na skladbách
- Andrew Tolman — bicí, piano, doprovodné vokály (2008–2011)
- Brittany Tolman — klávesy, doprovodné vokály (2009–2011)
- Theresa Flaminio — klávesy, doprovodné vokály (2011–2012)
- Dave Lemke — basová kytara, doprovodné vokály (2008–2009)
- Aurora Florence — klávesy, doprovodné vokály, housle (2008)
- Andrew Beck — elektrická kytara, doprovodné vokály (2008)

### Členové na turné
- Ryan Walker — klávesy, kytara, perkuse a zpěv (2011–současnost)

## Diskografie

### Studiová alba
- Night Visions (2012)
- Smoke + Mirrors (2015)
- Evolve (2017)
- Origins (2018)
- Mercury – Acts 1 & 2 (2021 a 2022)
- Loom (2024)

### Koncertní alba
- Live at Independent Records (2013)

### Extended Play
- Imagine Dragons (2008)
- Hell and Silence (2010)
- It's Time (2011)
- Continued Silence (2012)
- Hear Me (2012)
- The Archive (2013)
- iTunes Session (2013)
- Loom (2025)

## Koncertní turné
- Night Visions Tour (2010–2014) – Imagine Dragons on Tour (2011–2012), Fall Tour 2012 (2012), Europe Tour 2012 (2012), Into the Night Tour (2014)
- Smoke + Mirrors Tour (2015–2016)
- Evolve World Tour (2017–2018)

## Ocenění a nominace
| Rok  | Nominovaná práce      | Název ocenění                   | Kategorie                                       | Výsledek   |
| ---- | --------------------- | ------------------------------- | ----------------------------------------------- | ---------- |
| 2012 | „It's Time“           | MTV Video Music Awards          | Nejlepší rockové video                          | Nominováni |
| 2013 | Imagine Dragons       | Teen Choice Awards              | Nejlepší rocková skupina                        | Nominováni |
| 2013 | Imagine Dragons       | Teen Choice Awards              | Nejlepší hudební hvězda: Skupina                | Nominováni |
| 2013 | Imagine Dragons       | Teen Choice Awards              | Nejlepší průlomová skupina                      | Nominováni |
| 2013 | „Radioactive“         | Teen Choice Awards              | Nejlepší rocková píseň                          | Vyhráli    |
| 2013 | „Radioactive“         | SuchMusic Video Awards          | Nejlepší mezinárodní videoklip roku             | Nominováni |
| 2013 | „Radioactive“         | MTV Video Music Awards          | Nejlepší rockové video                          | Nominováni |
| 2014 | „On top of the world“ | Teen Choice Awards              | Nejlepší rocková píseň                          | Nominováni |
| 2014 | „Radioactive“         | International Dance Music Award | Nejlepší alternative/indie rock taneční skladba | Vyhráli    |
| 2014 | „Demons“              | iHeartRadio Music Awards        | Rocková píseň roku                              | Vyhráli    |
| 2014 | Imagine Dragons       | Ceny Grammy                     | Nahrávka roku                                   | Nominováni |
| 2014 | Imagine Dragons       | Ceny Grammy                     | Nejlepší rockové vystoupení                     | Vyhráli    |